# 中務

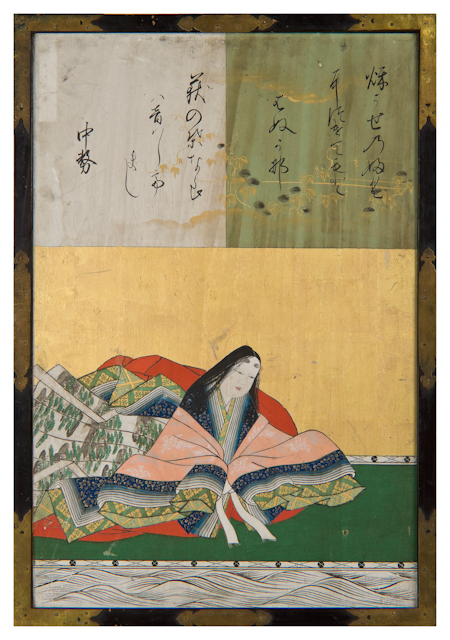
中務（狩野安信『三十六歌仙額』）

中務（なかつかさ、912年（延喜12年）頃 - 991年（正暦2年）頃）は、平安時代中期の女流歌人。三十六歌仙、女房三十六歌仙の一人。父は、宇多天皇の皇子敦慶親王で、親王が中務卿であったことから、この名がついている。母は、女流歌人の伊勢。異母兄弟に刑部卿源後古、源方古がいる。 
中務は、「後撰和歌集」「信明集」「元輔集」「源順集」などの歌集に作品が載っている。多くの公達と関係があり、特に源信明（みなもとのさねあきら）との関係は深く彼との間には藤原伊尹室の井殿がいる。他に元良親王、常明親王との恋や、関白藤原実頼、藤原師氏、藤原師尹との関係が知られる。
家集に「中務集」がある。